# Триатомовые клопы

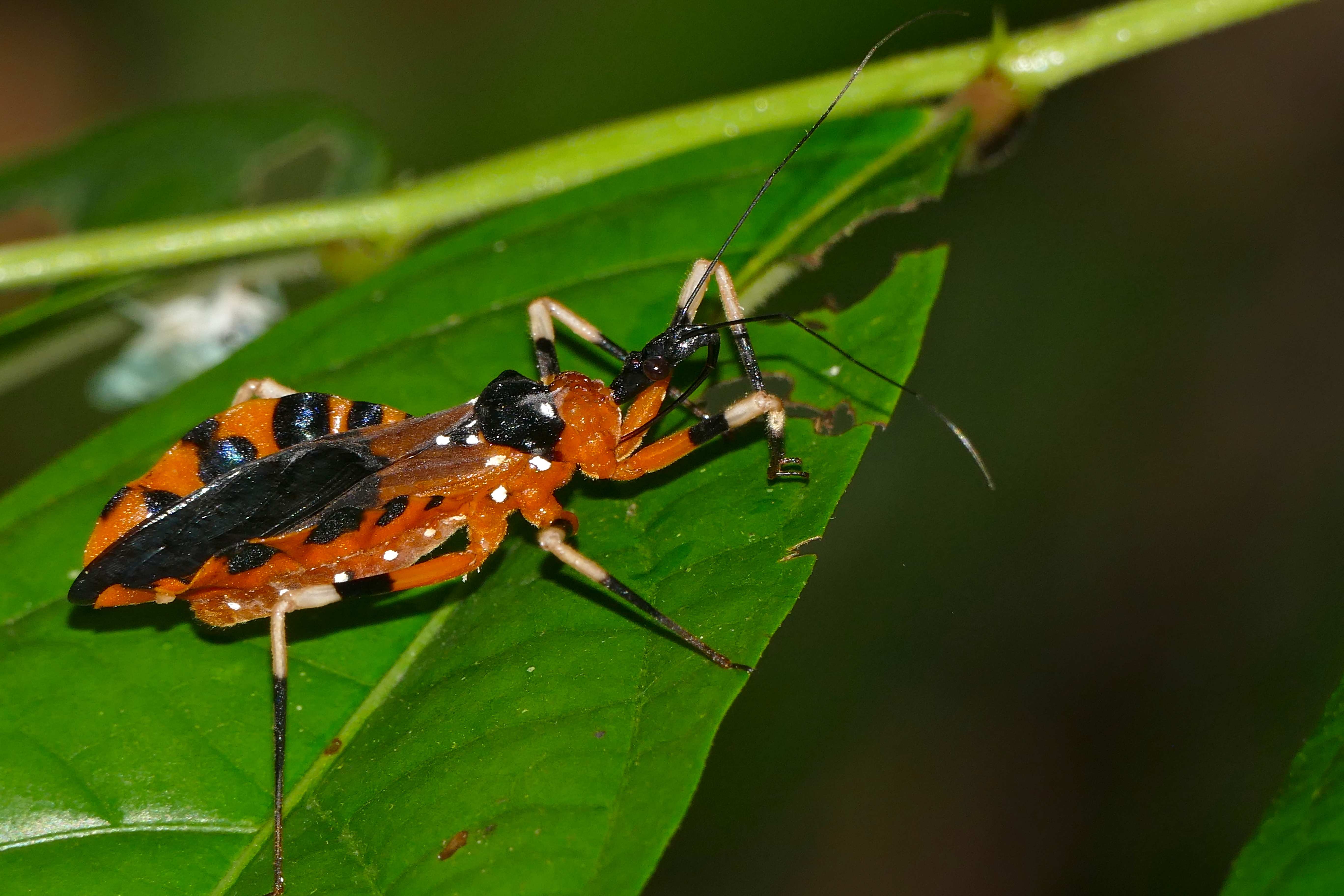
Triatoma sp.

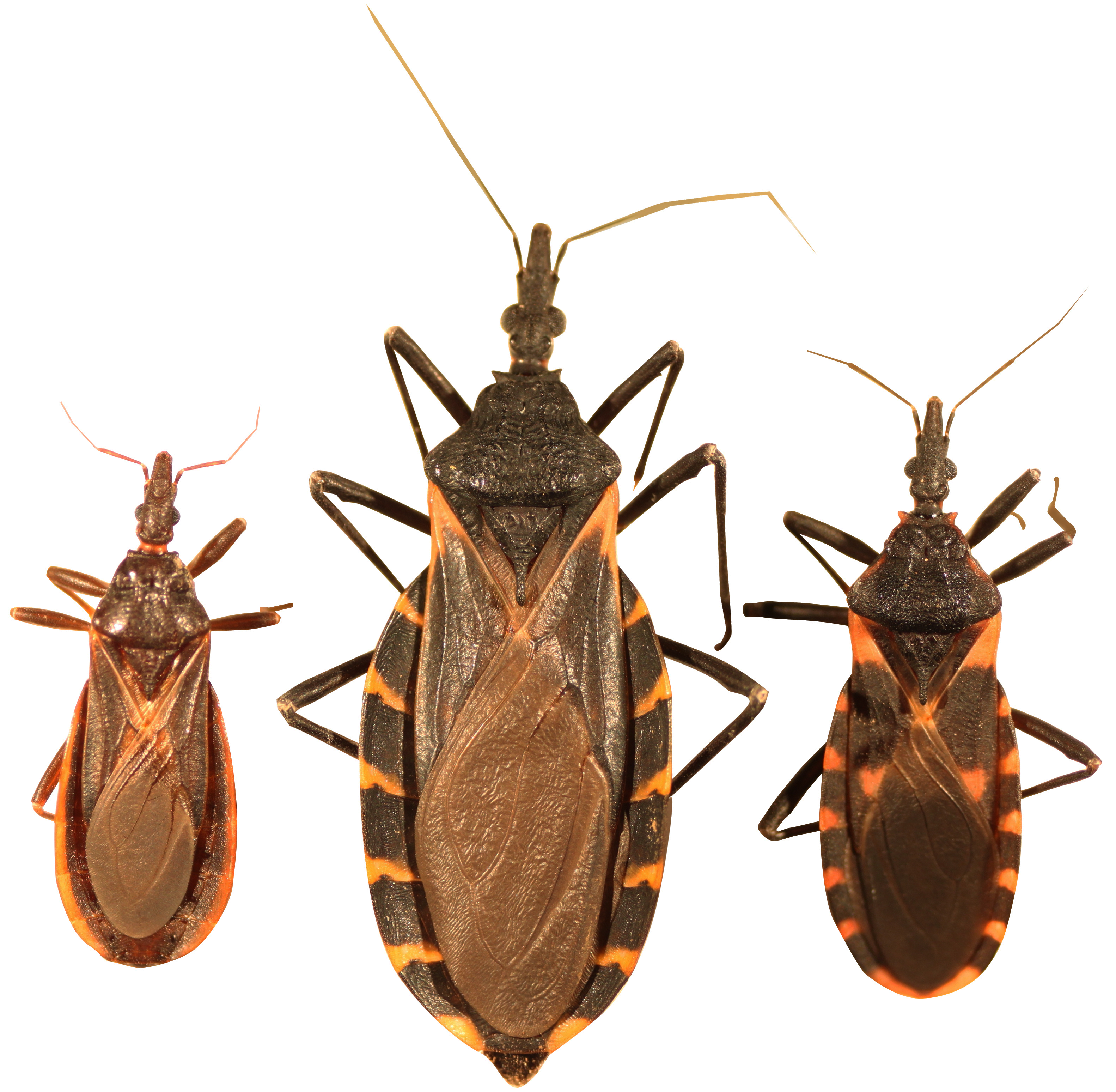
Triatoma protracta, Triatoma gerstaeckeri, Triatoma sanguisuga (длина масштабной линейки — 25 мм)

Триатомовые клопы (лат. Triatominae) — подсемейство клопов из семейства хищнецов (лат. Reduviidae). Другое название «поцелуйный клоп» или «ласковый убийца». В подсемействе описаны не менее 130 видов, многие из которых являются переносчиками болезни Шагаса. Основная область обитания находится в американских тропиках, Мексике и Центральной Америке.

## Строение
Взрослые триатомовые клопы достигают размера до 3,5 см. У них вытянутое тело, конусообразная голова с хоботком на конце и выпученные глаза, по бокам тела находятся крылья. Цвет может меняться в зависимости от вида от коричневого до чёрного. Вдоль туловища имеются красноватые полосы.

## Жизненный цикл
Жизненный цикл характеризуется неполным превращением.
Триатомовые клопы проходят три стадии взросления: яйцо, личинка (нимфа), взрослая особь (имаго).
В период с июня по сентябрь самка триатомового клопа откладывает яйца в укромные места.
Через 7—20 дней из яиц появляются личинки. Появившиеся личинки (нимфы) имеют размер до 2 мм и не имеют крыльев.
Чтобы стать взрослыми, они должны пройти пять стадий линьки.
Каждая стадия длится 12—15 дней.
Как только у клопа появляются крылья, он становится взрослым.

## Палеонтология
Ископаемые клопы, являющиеся промежуточными формами между Triatominae и остальными Reduviidae, найдены в меловом бирманском янтаре.

## Классификация
Виды, отмеченные (Tc) — являются переносчиками Trypanosoma cruzi — возбудителя болезни Шагаса.

### ТрибаRhodniini
Rhodnius
- Rhodnius brethesi Matta, 1919 (Tc)
- Rhodnius colombiensis Moreno Mejía, Galvão & Jurberg, 1999.
- Rhodnius dalessandroi Carcavallo & Barreto, 1976
- Rhodnius domesticus Neiva & Pinto, 1923 (Tc)
- Rhodnius ecuadoriensis Lent & León, 1958 (Tc)
- Guitton & Miles, 1977 (Tc)
- Rhodnius pictipes Stal, 1872 (Tc)
- Rhodnius prolixus Stal, 1859 (Tc) (вектор в Колумбии, Венесуэле, Гватемале, Гондурасе и в некоторых регионах Никарагуа and Эль Сальвадора).
- Rhodnius robustus Larrousse, 1927 (Tc)
- Rhodnius stali Lent, Jurberg & Galvão, 1993 (Tc)

### ТрибаTriatomini
Triatoma
- T. amicitiae Lent, 1951b
- T. arthurneivai Lent & Martins, 1940 (Tc)
- T. bassolsae Aguilar et al., 1999 (Tc)
- T. baratai Carcavallo & Jurberg, 2000
- T. barberi Usinger, 1939 (Tc), основной вектор в центральных и южных областях Мексики.
- T. bolivari Carcavallo, Martínez & Peláez, 1987
- T. bouvieri Larrousse, 1924
- T. brailovskyi Martínez, Carcavallo & Peláez, 1984
- T. brasiliensis Neiva, 1911b (Tc) основной вектор в бразильском регионе Каатинга.
- T. breyeri Del Ponte, 1929
- T. bruneri (Usinger, 1944) re-erected by Lent & Jurberg, 1981
- T. carcavalloi Jurberg et al., 1998
- T. carrioni Larrousse, 1926 (Tc)
- T. cavernicola Else & Cheong, in Else et al.,1977
- T. circummaculata (Stal, 1859) (Tc)
- T. costalimai Verano & Galvão, 1958 (Tc)
- T. deaneorum Galvão, Souza & Lima, 1967
- T. delpontei Romaña & Abalos, 1947 (Tc)
- T. dimidiata (Latreille, 1811) (Tc) важный вектор на территории Мексики, Центральной Америки, Колумбии и Эквадора.
- T. dispar Lent, 195 (Tc)
- T. eratyrusiformis Del Ponte, 1929 (Tc)
- T. flavida Neiva, 1911c
- T. garciabesi Carcavallo et al., 1967 (Tc)
- T. gerstaeckeri (Stal, 1859) (Tc).
- T. gomeznunezi Martinez, Carcavallo & Jurberg, 1994
- T. guasayana Wygodzinsky & Abalos, 1949 (Tc)
- T. guazu Lent & Wygodzinsky, 1979
- T. hegneri Mazzotti, 1940 (Tc)
- T. incrassata Usinger, 1939
- T. indictiva Neiva, 1912
- T. infestans (Klug, 1834) (Tc) основной вектор в странах Южного конуса[5].
- T. juazeirensis Costa & Felix, 2007 (Tc)
- T. jurbergi Carcavallo et al., 1998b
- T. klugi Carcavallo et al., 2001
- T. lecticularia (Stal, 1859) (Tc)
- T. lenti Sherlock & Serafim, 1967 (Tc)
- T. leopoldi (Schoudeten, 1933)
- T. limai Del Ponte, 1929
- T. longipennis Usinger, 1939 (Tc)
- T. maculata (Erichson, 1848) (Tc)
- T. matogrossensis Leite & Barbosa, 1953 (Tc)
- T. mazzottii Usinger, 1941 (Tc)
- T. melanica Neiva & Lent, 1941 (Tc)
- T. melanocephala Neiva & Pinto, 1923b (Tc)
- T. melanosoma Martínez et al., 1987 (Tc)
- T. mexicana (Herrich-Schaeffer, 1848)
- T. migrans Breddin, 1903
- T. neotomae Neiva, 1911d (Tc)
- T. nigromaculata (Stal, 1872) (Tc)
- T. nitida Usinger, 1939 (Tc)
- T. obscura (Maldonado & Farr, 1962)
- T. oliveirai (Neiva et al., 1939)
- T. pallidipennis (Stal, 1872) (Tc), важный вектор в южных и центральных областях Мексики.
- T. patagonica Del Ponte, 1929 (Tc)
- T. peninsularis Usinger, 1940 (Tc)
- T. petrochiae Pinto & Barreto, 1925 (Tc)
- T. phyllosoma (Burmeister, 1835) (Tc)
- T. picturata Usinger, 1939 (Tc).
- T. platensis Neiva, 1913 (Tc)
- T. protracta (Uhler, 1894) (Tc)
- T. pseudomaculata Correa & Espínola, 1964 (Tc)
- T. pugasi Lent, 1953b
- T. recurva (Stal, 1868) (Tc)
- T. rubida (Uhler, 1894) (Tc)
- T. rubrofasciata (De Geer, 1773) (Tc)
- T. rubrovaria (Blanchard, in Blanchard & Bulle, 1843) (Tc)
- T. ryckmani Zeledón & Ponce, 1972
- T. sanguisuga (Leconte, 1855) (Tc)
- T. sinaloensis Ryckman, 1962 (Tc)
- T. sinica Hsaio, 1965
- T. sordida (Stal, 1859) (Tc)
- T. tibiamaculata (Pinto, 1926b) (Tc)
- T. venosa (Stal, 1872) (Tc)
- T. vitticeps (Stal, 1859) (Tc)
- T. williami Galvão, Souza & Lima, 1965 (Tc)
- T. wygodzinskyi Lent, 1951c

- T. arenaria (?) (Walker, 1873) (?)